# 21-во средно училище „Христо Ботев“
21. Средно училище „Христо Ботев“ се намира в гр. София, квартал Лозенец. В него се обучават ученици от 1 до 12 клас, както и деца в две подготвителни целодневни групи.
От 2017 г. училището предлага обучение след завършено основно образование в профил "Предприемачески", с интензивно изучаване на испански и английски език. 

## История
Училището е създадено през 1931 г. като филиал на Втора мъжка гимназия, през 1937 г. е преобразувано на Четвърта девическа гимназия и две години по-късно приема името „Христо Ботев“. Тогава се освещава и училищното знаме с лика на Ботев. През 1950 г. Четвърта девическа гимназия се преименува на 21. Средно девическо училище и в продължение на повече от двадесет години съжителства с 22-ро мъжко средно училище (сега 22. СУ) в обща сграда на ул. „Н. Славков“.
През 1976 г. 21 ЕСПУ се слива с 30-то основно училище и се премества в кв. „Лозенец“.
През 1990 в училището се разкриват първите за страната паралелки с чуждоезиков профил в СОУ.

## Възпитаници
- Алекси Сокачев (р. 1977), спортен журналист
- Ани Бакалова (р. 1940), актриса
- Атанас Голомеев (р. 1947), випуск 1965, баскетболист, състезател в националния отбор на България включен в 50-те топ баскетболисти в света за миналия век
- Бисер Киров (р. 1942), певец
- Ваня Кастрева, заместник-министър на образованието и науката
- Виолета Бахчеванова (р. 1935), актриса
- Виолета Марковска (р. 1987), актриса
- Емил Димитров (1940 – 2005), певец
- Ивайло Крайчовски (1961 – 2018), музикант
- Людмила Филипова (р. 1977), писател
- Людмила Чешмеджиева (р. 1941), актриса